# گل‌لر
گل‌لر یکی از روستاهای استان آذربایجان شرقی است که در دهستان ورگهان بخش مرکزی شهرستان اهر واقع شده‌است.این روستا ۱۴۶ نفر جمعیت دارد.